# Lips Are Movin
Lips Are Movin је сингл америчке кантауторке Меган Трејнор. Објављен је 21. октобра 2014. године у продукцији Епик рекордса (енгл. Epic Records) као други сингл Трејнориног дебитантског студијског албума значајне издавачке куће, Title (2015). Текст су писали Трејнор и Кевин Кадиш, који је био и продуцент. Сингл је најављен у октобру 2014. године, уз званичну илустрацију и пуштање на радио-станице истог месеца. Lips Are Movin је баблгам поп, ду-воп и РнБ песма подругљивог текста о измишљеном човеку који често и немарно ступа у сексуалне односе са женама, под именом Берт.
У поређењу са претходним синглом, All About That Bass, критичари су изјавили да је сингл Lips Are Movin унапредио Трејнор из певачице с једним хитом (енгл. one-hit wonder) у успешну поп певачицу. Песма је била комерцијални успех, те је постала Трејнорин други узастопни сингл који је достигао првих пет у Аустралији, Уједињеном Краљевству и на америчком Билборд хот 100, где је био, редом, на треће, друго, па на четврто место. Такође је стигла до првих десет у неколико европских земаља, рачунајући Аустрију, Шпанију, Немачку и Холандију.